# 楊潭
楊潭（1455年—1534年），字宗淵，號紫泉，錦衣衛官籍直隸保定府新城縣（今河北省高碑店市）人，明朝政治人物。成化末進士，正德末年官戶部尚書。

## 生平
成化二十二年（1486年）中式丙午科順天鄉試第六名舉人。成化二十三年（1487年），聯捷丁未科二甲八十七名進士。初授刑部主事，擢光祿寺丞，升少卿。
正德元年（1506年），轉南京大理寺丞。次年改北京大理寺左丞，進少卿。正德四年（1509年），升光祿寺卿。正德六年（1511年），陞戶部右侍郎，總理倉場，兩年後轉左侍郎。正德十三年（1518年），升戶部尚書。正德十六年（1521年）乞歸。嘉靖十三年（1534年）卒，朝廷賜祭葬。

## 家族
曾祖楊雲，贈錦衣衛百戶；祖父楊王，錦衣衛百戶；父楊能，冠帶總旗。母宋氏。严侍下。兄杨濂。弟杨泽、杨溥。